# Jaromír Bünter
Jaromír Bünter (3. dubna 1930 Ledvice – 15. října 2015 Praha) byl československý hokejový obránce.

## Hráčská kariéra
Byl jedním z hráčů, kteří se objevili v týmu Tankista Praha, jehož existence trvala pouhé tři roky. V letech 1958 až 1965 byl hráčem pražské Sparty, hrál na postu levého obránce.
Jako reprezentant debutoval v Cortina d'Ampezzo na zimní olympiádě v roce 1956, dokonce hned ve svém prvním zápase proti USA vstřelil gól, kterým vyrovnal stav zápasu na 3:3, minutu před koncem zápas rozhodl Vlastimil Bubník. Tým vyhrál základní skupinu před týmem USA a Polska, ve finálové části turnaje se týmu ale nedařilo a celkově skončil na 5. místě. Na mistrovství světa hrál jednou, a to na MS 1961 ve švýcarských městech Ženeva a Lausanne. Tým Československa tehdy získal stříbrnou medaili, čímž se stal mistrem Evropy.
Jaromír Bünter v reprezentačním dresu odehrál celkem 11 zápasů a vstřelil jeden gól.